# Universal Football Club
El Universal Football Club de Montevideo, fue un equipo uruguayo de fútbol de relevancia durante la era amateur de la liga uruguaya, en las primeras décadas del siglo XX.

## Historia
Universal era un club originario del Parque Capurro, Montevideo, fue fundado en el año 1907 por alumnos del Instituto Universal. Debuta en Primera División en el Campeonato Uruguayo de Fútbol 1912, finalizando séptimo (penúltimo). Desde entonces se mantiene disputando consecutivamente los campeonatos uruguayos, mejorando progresivamente su desempeño (cuarto en 1914 y tercero en 1915). La evolución continúa y en 1919 finaliza en segunda posición, solamente dos puntos por detrás de Nacional, que fue el campeón de ese año. 
Universal mantiene las buenas actuaciones, pero el cisma de 1922 lo perjudica: al reunificarse el fútbol en 1927, finaliza 20º entre 20 participantes, descendiendo y nunca regresando a la Primera. Con el tiempo, Universal desapareció.

## Datos del Club
- Temporadas en 1ª: 14 (1912-1927, era amateur)
- Mejor puesto en Primera División: 2º (1919)
- Peor puesto en Primera División: 20º (último) (1927)
- Registro histórico: En Primera, disputó 296 partidos, divididos en 99 victorias, 67 empates y 130 derrotas; con 337 goles a favor y 398 en contra (el saldo es -61) sumando 265 puntos.[2]

## Palmarés
- Copa León Peyrou (1): 1919.
- Copa de Honor (1): 1920.
- Subcampeón Copa de Honor Cusenier: 1920